# Jaryczów Nowy (gmina)
Gmina Jaryczów Nowy – dawna gmina wiejska funkcjonująca w latach 1941–1944 pod okupacją niemiecką w Polsce. Siedzibą gminy był Jaryczów Nowy.
Gmina Jaryczów Nowy została utworzona przez władze hitlerowskie z terenów okupowanych przez ZSRR w latach 1939–1941 (vide rejon nowojaryczowski), stanowiących przed wojną części gmin Jaryczów Stary i Prusy oraz miasto Jaryczów Nowy, które pozbawiono praw miejskich (wszystkie te gminy zostały zniesione pod okupacją). Tereny te należały przed wojną  do powiatu lwowskiego w woj. lwowskim.
Gmina weszła w skład powiatu lwowskiego (Kreishauptmannschaft Lemberg), należącego do dystryktu Galicja w Generalnym Gubernatorstwie. W skład gminy wchodziły miejscowości: Barszczowice, Ceperów, Jaryczów Nowy, Jaryczów Stary, Kukizów, Pikułowice, Podliski Wielkie, Remenów i Rudańce.
| Miejscowości / gromady                                                | Rejon w ZSRR (1939–1941) | Gmina (II RP)     | Powiat (II RP) |
| --------------------------------------------------------------------- | ------------------------ | ----------------- | -------------- |
| Jaryczów Nowy                                                         | nowojaryczowski          | Jaryczów Nowy (m) | lwowski        |
| Ceperów, Jaryczów Stary, Kukizów, Podliski Wielkie, Remenów i Rudańce | nowojaryczowski          | Jaryczów Stary    | lwowski        |
| Barszczowice i Pikułowice                                             | nowojaryczowski          | Prusy             | lwowski        |

Po wojnie obszar gminy włączono do ZSRR.